# La Traversée du phare

La Traversée du phare est un téléfilm français écrit et réalisé par Thierry Redler, diffusé en 1999. Lors de sa première diffusion, il a été suivi par huit millions de téléspectateurs.

## Synopsis
Éric, 10 ans, est placé pour la énième fois dans une famille d'accueil par la DDASS. Cet enfant, considéré comme difficile, échoue cette fois chez les Pertuis, à Royan. Supportant mal ces déplacements forcés, le gamin décide de s'inventer une autre vie. Marie, du même âge qu'Éric, est également orpheline. Depuis que le père de la fillette, pêcheur, a disparu en mer, Corinne, sa tante, vétérinaire au zoo de la Palmyre, et Pierre, le gardien du Phare de Cordouan, essaient de remplacer tant bien que mal les parents qu'elle n'a plus. Comme son papa l'appelait « petit mousse », Marie agit, s'habille et raisonne comme un garçon, et son comportement dérange. Sur les bancs de l'école, la rencontre des deux enfants est une révélation.

## Fiche technique
Source : IMDb, sauf mention contraire
- Réalisateur et Scénariste : Thierry Redler
- Premier assistant réalisateur:Loïc Berthézène,Bruno Garcia, Gary Saint Martin, Fabrice Grange
- Décors : Périne Barre
- Costumes : Bilie Schamp[1]
- Photographe : Eric Faucherre
- Montage : Janette Kronegger
- Son : Philippe Lecocq[1]
- Musique du film : Olivier Visconti
- Chef maquilleuse coiffeuse : Christine Cardaropoli[1]
- Coordinateur des cascades : Alain Brochery
- Producteurs : Jean-Luc Azoulay, Martine Chicot
- Pays d'origine :  France
- Durée : 96 minutes
- Date de diffusion : France - 27 janvier 1999
- genre : Drame

## Distribution
- Corinne Touzet : Corinne Le Guellec
- Thierry Redler : Pierre
- Katty Loisel : Marie Le Guellec
- Jim Redler : Eric
- Pierre-Marie Escourrou : Le capitaine de la SNSM
- Romain Redler : Petia
- Guy Toffoletti : Momo
- Aurélien Wiik : Graf
- Leny Bueno : Rémi
- Geoffrey Sauveaux : Fabrice
- Luc Bernard : le juge
- Sophie Mounicot : Mme Gaubert
- Philippe Lelièvre : le capitaine de gendarmerie
- Jacques Dynam : le capitaine du port
- Eric Aubrahn : le médecin de la pension
- Serge Bourrier : le docteur de l'école
- Sébastien Desjours : le garde-champêtre
- Juliette Degenne : Madame Tison
- Dorothée Jemma : Madame Perthuis
- Michel le Royer : le médecin de l'hôpital
- Antoine Nouel : le surveillant de la pension
- Véronique Picciotto : une infirmière à l'hôpital
- Laurence Sacquet : une infirmière à la pension
- Yannick Soulier : employé de la capitainerie

## Commentaires
- Le film a été tourné à Royan et à La Rochelle, ainsi que dans l'école privée Fénelon situé à Vaujours Seine-Saint-Denis

- De nombreuses scènes ont été tournées sur le Phare de Cordouan et sur la côte sauvage de Royan, ainsi qu'au zoo de la Palmyre ainsi qu'au pont du diable à Saint-Palais-sur-Mer, sur la plage de la Grande-Côte et dans la forêt de la Coubre.

- Deux ans plus tard, le téléfilm a fait l'objet d'une suite intitulée : Les Inséparables.

- Le film, en duo avec Les Inséparables a été édité en DVD par AB Vidéo en 2004.